# Harish Patel
Harish Patel (em hindi हरीश पटेल) (Bombaim, 5 de julho de 1953) é um ator indiano. Embora atue especialmente em peças teatrais, também teve participações em filmes de comédia e em programas de televisão.

## Carreira
Harish Patel começou a praticar atuação desde os sete anos de idade, quando representou papéis masculinos e femininos no filme épico sânscrito Ramaiana. Em 1975, uniu-se ao Teatro Nacional da Índia e estreou na obra teatral Nila Kamra. De 1975 a 1981 trabalhou com o diretor de teatro indiano Satyadeo Dubey. Mais tarde, apareceu no filme Mandi, 1983, dirigido por Shiam Benegal. De 1994 a 2008, Harish trabalhou com a eminente diretora de teatro Sara Pambu.
O seu repertório incluía peças indianas como Thakkali the Terror (de Bonda Maniyum Palapalamum), Coco muttai (de Murukku Thirudan), The Vegetable (de Idiyappam), Dappaguthu e Mokkai, bem como obras de escritores ocidentais, como por exemplo, The Caretaker (de Harold Pinter), No Exit (de Jean Paul Sartre), Cross Purpose (de Albert Camus), The Lesson (de Eugene Ionesco) e Vrotislav (de Sławomir Mrożek).
Harish é membro vitalício da Associação de Humoristas e Artistas de Televisão da Índia. Seus créditos cinematográficos incluem The Buddha of Suburbia, Madurai Fruit, Mr. Índia e Run Fat Boy Run. Em 2009 o ator havia aparecido em Coronation Street, no papel de Umed, o tio de Dev Alahan. Ademais, ele tem interpretado papéis familiares em filmes em hindi como Maine Pyar Kiya e Ghatak.

## Filmografia

### Cinema e televisão
- 1983: Mandi, como el cómico policía Havaldar.
- 1984: Utsav, como Maitrei
- 1985: Aghaat, como Laksman, hermano de Chotelal
- 1985: Maa Kasam
- 1987: Susman, como o secretário Venkatesh
- 1987: Dacait, como Tolaram
- 1987: Mr India, como Rupchand
- 1987: Mirch Masala, como Pandit
- 1988: Qatil, como Havaldar Hamid Rashid Khan
- 1988: Rihaee, como narrador e como o carteiro Raoyibhai.
- 1989: Maine Pyar Kiya, como mafioso o guardaespaldas de Rahim
- 1989: Billoo Baadshah, como Tikamdas Kundandas Mirchandani
- 1990: Police Public, como o assistente CBI Ravi
- 1990: Pratibandh, como Katkar (creditado como Hrsh Patel).
- 1990: Thanedaar, como Hawaldar Bechare
- 1991: First Love Letter, como Bahadur Singh
- 1991: Aag Laga Do Sawan Ko
- 1991: Ramgarh Ke Sholay, como o inspetor Himmat Singh
- 1991: Izzat, como Masteryi
- 1992: Shola Aur Shabnam, como Velyi (cuñado de Kali).
- 1992: Sarphira, como policía
- 1992: Bol Radha Bol, como Narag
- 1992: Talaash (serie de televisión).
- 1993: Aankhen, como Monto (como director alquilado, padre alquilado y ladrón alquilado).
- 1993: Gurudev, como Inspector (secret informer).
- 1993: Bedardi, como Baburam
- 1993: Chahoonga Main Tujhe
- 1993: Sainik, como padre de Guddi
- 1993: The Buddha of Suburbia (miniserie de televisión), como Changez
- 1994: Andaz, como ministro do Interior (não creditado).
- 1994: Paramaatma, como Munshi
- 1994: Andaz Apna Apna, como gerente do hotel (creditado como Harish Patttel).
- 1994: Jai Kishen, como Putarmal
- 1994: Mohra, como Kranti Kumar
- 1994: Ikke Pe Ikka, como Bajrangi
- 1994: Mr. Azaad, como Havaldar Khare (não creditado).
- 1995: Ab Insaf Hoga, como Bansi
- 1995: Ravan Raaj: A True Story, como o padre de Shilpa
- 1995: Vartmaan
- 1995: God and Gun
- 1995: Taaqat
- 1995: Barsaat, como Damru Danny
- 1995: Akele Hum Akele Tum, como Amaryi
- 1996: Angaara, como Dhaniram Koilewala
- 1996: Bhishma, como Havaldar Ramdas
- 1996: Rakshak, como Rokde
- 1996: Dil Tera Diwana, como Laksminarayan
- 1996: Gopaljee
- 1996: Rajkumar
- 1996: Tu Chor Main Sipahi, como ministro del Interior
- 1996: Mafia, como Kalyanyi Bhai Matke
- 1996: Loafer, como Pandit
- 1996: Kama Sutra: A Tale of Love, como doutor Mani
- 1996: Rangbaaz
- 1996: Ghatak: Lethal, como cunhado de Katya
- 1996: Ram Aur Shyam, como o Agiota
- 1997: Aar Ya Paar, como Gupta
- 1997: Gupt: The Hidden Truth, como Phoolchand
- 1997: The Death Sentence: Mrityu Dand, como MLA Durga Pandey
- 1997: Sanam, como Balwant Sinha
- 1997: Suraj
- 1997: Ziddi
- 1997: Tarazu, como abogado de Appa Rao
- 1997: Udaan, como DCP Rawat (sin acreditar).
- 1997: Loha, em indiano, com Ramayan Tiwari, como Salim Chikna[3]
- 1997: My Son the Fanatic, como Fizzy
- 1997: Aflatoon, como delegado da polícia
- 1998: China Gate, como habitante de Devdurg
- 1998: Maut
- 1998: Gunda, como Ibu Hatela
- 1998: Vinashak - Destroyer, como vidente
- 1998: Salaakhen, como Bhutaneshwar
- 1998: Jab Pyaar Kisise Hota Hai, como o Sr. Sinha, tio de Komal.
- 1998: Pyaar To Hona Hi Tha, como Rahul e o chefe de Sanjana
- 1998: Main Solah Baras Ki, como Mofatlal
- 1998: Jhooth Bole Kauwa Kaate, como Dr. Narmada Prasad
- 1999: Benaam, como Bankhelal
- 1999: Kaala Samrajya
- 1999: Daag: The Fire, como Bihari
- 1999: Maa Kasam
- 1999: Dillagi
- 2000: Halo
- 2000: Krodh, como Rambhau
- 2000: Billa No. 786
- 2000: Mela, como Chandulal Popatlal
- 2000: Badal
- 2000: Dhaai Akshar Prem Ke, como Sharan Grewal
- 2000: Sabse Bada Be-Imaan
- 2001: Master, como Supdt. da Police Roshan Lal
- 2001: Zubeidaa, como Nandlal Seth
- 2001: Pyaar Ishq Aur Mohabbat, como Hassubhai
- 2002: Bokshu the Myth
- 2002: Ghaav: The Wound, como Mamayi (tio materno de Jog).
- 2002: Kuch Tum Kaho Kuch Hum Kahein
- 2003: Ek Hindustani
- 2003: Love at Times Square
- 2003: Khanjar, como Pammi's maternal uncle
- 2003: Calcutta Mail
- 2004: Nevermind Nirvana (película de televisión), como Dr. Arjun Mehta
- 2004: Thoda Tum Badlo Thoda Hum
- 2004: Mirchi: It's Hot, como Ilyas Khan
- 2004: Hatya: The Murder, como Chedulal
- 2005: Chicken Tikka Masala, como Harish Patel
- 2005: Pyaar Mein Twist
- 2006: Quarter Life Crisis, como el médico de Neil
- 2006: Vidhyaarthi: The Power of Students, como o Sharma
- 2007: Khallas: The Beginning of End, como Chhota Shetty
- 2007: Run Fatboy Run, como Mr. Goshdashtidar
- 2009: The No. 1 Ladies’ Detective Agency (série televisiva), como Mr. Patel
- 2009: Coronation Street (série de televisiva), como Umed Alahan[4]
- 2009: Today's special, dirigida por David Kaplan, escrita por Jonathan Bines y Aasif Mandvi, lançada nos Estados Unidos em novembro de 2009. Atuando Dean Winters, Kevin Corrigan, Aasif Mandvi, Jess Weixler, Ajay Naidu y Naseeruddin Shah, como Hakim.[5]
- 2010: Nevermind Nirvana (telefilme), como Dr. Arjun Mattoo
- 2010: The Fate of Choice, como professor Dubey
- 2011: My Freakin' Family (película de televisión), como Pradip
- 2012: All in Good Time, como Ishwar
- 2012: Keith Lemon: The Film, como Kushvinder
- 2012: Mr. Stink (telefilme), como Raj
- 2013: Jadoo
- 2021: Eternals, como Karun